# Albert Sharpe
Albert Sharpe (* 15. April 1885 in Belfast; † 13. Februar 1970 ebenda) war ein irischer Schauspieler.

## Leben und Karriere
Albert Sharpe begann seine Showkarriere als Assistent von Zauberern, ehe er sich der Theatergruppe von Frank Benson anschloss und dort das schauspielerische Handwerk erlernte. Er trat lange Jahre als Komikerduo mit seinem Partner Joe Carney auf Vaudeville-Bühnen in ganz Europa auf. Später wandte sich Sharpe wieder vermehrt ernsthafteren Rollen zu und wurde Mitglied des renommierten Abbey Theatres in London. Spektakulär wurde seine Schauspielkarriere allerdings erst 1947, als er am Broadway in der Premiere des Erfolgsmusicals Finian's Rainbow von E. Y. Harburg und Burton Lane die Hauptrolle des Finian McLonergan übernahm.  In der Verfilmung von 1968 übernahm Fred Astaire die Rolle von Sharpe.
Finian's Rainbow blieb Sharpes erster und einziger Auftritt am Broadway, verschaffte ihm aber große Aufmerksamkeit und erste Rollen in Hollywood. Er spielte oft markante Nebenfiguren mit schottischem oder irischem Einschlag, beispielsweise einen patriotischen irischen Barbesitzer in Jenny (1948) an der Seite von Joseph Cotten und Jennifer Jones sowie einen Schotten mit zwei Töchtern in Brigadoon (1954) neben Gene Kelly und Van Johnson. Am bekanntesten ist Sharpe heute wahrscheinlich für seine Hauptrolle im Disney-Film Das Geheimnis der verwunschenen Höhle aus dem Jahr 1959. Walt Disney erinnerte sich seiner aus Finian’s Rainbow und überredete den eigentlich schon im Ruhestand befindlichen Sharpe persönlich zu der Rolle. Die letzten zehn Jahre seines Lebens verbrachte er im Ruhestand in seiner Heimatstadt Belfast, wo er 1970 im Alter von 84 Jahren starb.

## Filmografie
- 1946: I See a Dark Stranger
- 1947: Ausgestoßen (Odd Man Out)
- 1948: Up in Central Park
- 1948: Ein Pferd namens October (The Return of October)
- 1948: Jenny (Portrait of Jennie)
- 1949: Adventure in Baltimore
- 1950: The Bigelow Theatre (Fernsehserie, eine Folge)
- 1951: Königliche Hochzeit (Royal Wedding)
- 1951: Der maskierte Kavalier (The Highwayman)
- 1951: You Never Can Tell
- 1952: Face to Face
- 1954: Brigadoon
- 1959: Disney-Land (Disneyland; Fernsehserie, eine Folge)
- 1959: Das Geheimnis der verwunschenen Höhle (Darby O’Gill and the Little People)
- 1960: Bankraub des Jahrhunderts (The Day They Robbed the Bank of England)